# Czułym
Czułym (ros. Чулым) – rzeka w azjatyckiej części Rosji. Przepływa przez Kraj Krasnojarski i obwód tomski. Powstaje z połączenia dwóch rzek: Biełyj Ijus i Cziornyj Ijus. Jest prawym dopływem rzeki Ob.
Długość: 1799 km, powierzchnia dorzecza: 134,1 tys. km². Spławna. Żeglowna na odcinku 1173 km. 
Miasta położone nad rzeką: Aczyńsk, Nazarowo, Asino.
Rzeka Czułym zamarza na okres 6 miesięcy.
Główne dopływy:
- Cziet
- Cziczkajuł
- Jaja
- Ułujuł